# Irinotekan
Irinotekan (Camptosar, Pfizer; Campto) je lek koji se koristi u tretmanu raka. Irinotekan je inhibitor topoizomeraze 1, koji sprečava DNK odvijanje. Hemijski, to je polu-sintetički analog prirodnog alkaloida kamptotecina.
Njegova glavna primena je u suzbijanju raka debelog creva, posebno u kombinaciji sa drugim hemoterapijskim agentima. To uključuje FOLFIRI način lečenja koji se sastoji od infuzijskog 5-fluorouracila, leukovorina, i irinotekana.
Irinotekan je odobren za upotrebu u SAD od 1994. godine. U toku razvoja, ovaj lek je bio poznat pod imenom CPT-11.

## Mehanizam
Irinotekan je aktiviran hidrolizom, pri čemu nastaje SN-38, koji je inhibitor topoizomeraze I. Ovaj molekul je inaktiviran glukuronidacijom sa uridin difosfat glukoronozil-transferazom 1A1 (UGT1A1). Inhibicija topoizomeraze I sa aktivnim metabolitom SN-38 konačno dovodi do inhibicije DNK replikacije i transkripcije.

## Sporedni efekti
Najznačajniji nepoželjni efekat irinotekana je jaka dijareja i ekstremno suzbijanje imunskog sistema.

### Dijareja
Dijareja vezana za irinotekan je jaka i klinički značajna. U nekim slučajevima dovodi do izuzetne dehidracije zahtevajući hospitalizaciju ili prijem na odeljenje intenzivne nege. Ovim sporednim efektom se može rukovoditi putem agresivne upotrebe antidijaretika kao što su loperamide ili lomotil sa privim znacima tečne stolice.

### Imunosupresija
Irinotekan ima negativan uticaj na imunski sistem. To se manifestuje dramatičnim sniženju broja belih krvnih zrnaca u krvi, posebno neutrofila. Dok koštana srž, gde su neutrofili stvaraju, poveća proizvodnju da kompenzuje nedostatak, pacijent može iskusiti period neuropenije, kliničkog nedostataka neutrofila u krvi.

## Farmakogenomika
Irinotekan se konvertuje u aktivni metabolit SN-38, koji se naknadno inaktivira enzimom UGT1A1 reakcijom glukuronidacije.
Ljudi sa UGT1A1 varijantama zvanim TA7, koje su isto poznate kao *28 varijante, izražavaju manje UGT1A1 enzima u njihovoj jetri i često boluju od Gilbertovog sindroma. U toku hemoterapije, ti pacijenti efektivno primaju veće doze od očekivanih doza zato što njihova tela nisu sposobna da odstrane irinotekan istom brzinom. U studijama to korespondira sa većom učestalošću jake dijareje i neuropenije.
2004. godine, klinička studija je izvedena da bi se potvrdila asocijacija *28 varijante sa povećanom toksičnošću, kao i sposobnost genetičkog testiranja da predvidi to toksičnost pre primene hemoterapije..
2005. godine, FDA je napravila promene u kategorizaciji irinotekana i dodala farmakogenomsku preporuku da pacijenti sa polimorfizmima u UGT1A1 genu, posebno *28 varijante, trebaju da prime umanjene doze leka. Irinotekan je jedan od privih hemoterapijskih agenata u širokoj upotrebi što je doziran za svakog pacijenata u zavisnosti of njegovog genotipa..

## Spoljašnje veze
- Irinotecan Pathway on PharmGKB Архивирано на веб-сајту  (27. август 2007)

|  | Molimo Vas, obratite pažnju na važno upozorenje u vezi sa temama iz oblasti medicine (zdravlja). |